# Cillenus
Cillenus (лат.) — род жужелиц из подсемейства трехин.

## Описание
Голова вздутая, за глазами не сужена. Надкрылья почти цилиндрические, третий и пятый промежутки у вида с Дальнего Востока с многочисленными дискальными щетинконосными порами. Крылья редуцированы. Обитают в приливно-отливной зоне морей. Питаются бокоплавами и мухами-зеленушками.

## Систематика
- род: Cillenus

- подрод: Armatocillenus Dupuis, 1912

- вид: Cillenus albertisi (Putzeys, 1875)
- вид: Cillenus formosanus Dupuis, 1912
- вид: Cillenus sauteri (Jedlicka, 1958)

- подрод: Chinocillenus Netolitzky, 1942

- вид: Cillenus sinicus Andrewes, 1938

- подрод: Cillenus Samouelle, 1819

- вид: Cillenus lateralis Samouelle, 1819

- подрод: Desarmatocillenus Netolitzky, 1939

- вид: Cillenus adelaideae Lindroth, 1980
- вид: Cillenus aestuarii (Habu & Ueno, 1954)
- вид: Cillenus albovirens (Sloane, 1903)
- вид: Cillenus angustatum Baehr, 1995
- вид: Cillenus foochowense Lindroth, 1980
- вид: Cillenus kasaharai Habu, 1978
- вид: Cillenus mastersi Sloane, 1895
- вид: Cillenus sumaoi (Morita, 1981)
- вид: Cillenus yakushimanum Sasakawa, 2007